# Macquarie Group
Macquarie Group Limited (voorheen Macquarie Bank Limited) is een Australische investeringsbank en financiële dienstverlener en biedt een verscheidenheid aan producten en diensten aan beleggers, bedrijven en overheden. Het wereldwijde hoofdkwartier is in Sydney, en het bedrijf staat genoteerd aan de Australische beurs, de ASX. Macquarie is de enige grote internationale Australische investeringsbank.
Elk BSB-nummer van Macquarie Group Limited begint met 18.
Macquarie Group is voornamelijk gefocust op investering in de infrastructuur en duurzame energie en advies geven aan bedrijven en private equity bedrijven in deze industrie. De asset manager Macquarie Infrastructure and Real Assets heeft USD 119bn onder beheer en is daardoor de grootste beheerder in de infrastructuur-sector. Daarnaast is Macquarie een van de voornaamste banken op het gebied van fusie en overnames in de infrastructuur sector.